# 巴叙埃
巴叙埃（法語：Bassuet，法語發音：[basɥɛ]）是法国马恩省的一个市镇，属于维特里勒弗朗索瓦区。

## 地理
巴叙埃（48°47'52"N, 4°40'4"E）面积8.42 平方千米，位于法国大東部大區马恩省，该省份为法国东北部内陆省份，北起阿登省，西北接埃纳省，西南接塞纳-马恩省，南至奥布省，东南接上马恩省，东临默兹省。
与巴叙埃接壤的市镇（或旧市镇、城区）包括：巴叙、尚日、香槟地区利斯、香槟地区圣吕米耶、圣康坦莱马赖、大瓦夫赖、小瓦夫赖。

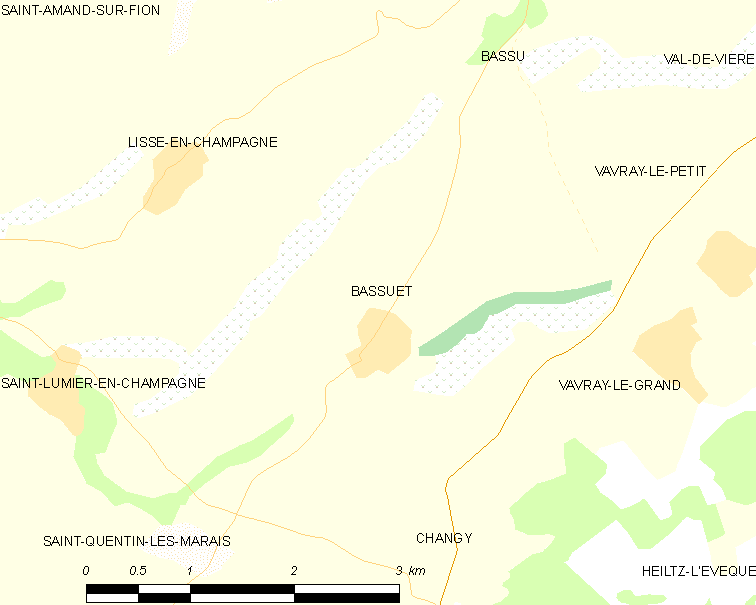
巴叙埃的OSM定位图

巴叙埃的时区为UTC+01:00、UTC+02:00（夏令时）。

## 行政
巴叙埃的邮政编码为51300，INSEE市镇编码为51040。

## 政治
巴叙埃所属的省级选区为塞迈兹莱班县。

## 人口

1962-2008年间巴叙埃人口变化图示

巴叙埃于2022年1月1日时的人口数量为239人。